# Climate Pledge Arena
El Climate Pledge Arena es un recinto deportivo localizado en la ciudad de Seattle, Washington, Estados Unidos. Alberga los partidos que disputan como locales las Seattle Storm de la Women's National Basketball Association (WNBA) y los Seattle Kraken de la National Hockey League (NHL). Fue inaugurado en 1962 y cuenta con una capacidad para 17.400 especadores para el hockey sobre hielo y de 18.600 para el baloncesto.
Anteriormente también sirvió como estadio de los Seattle SuperSonics de la NBA, antes de su traslado a Oklahoma City en 2008. En 1974, albergó el All-Star Game de la NBA. Este pabellón fue cerrado por reconstrucción en 2018 para acomodar un equipo de la NHL en Seattle que empezó a operar en 2021.

## Historia
Inaugurado en 1962 como Seattle Center Coliseum, el 16 de junio de 1994 comenzaron las obras de remodelación del pabellón que finalizaron el 26 de octubre de 1995. Tras ello, el Coliseum fue renombrado a KeyArena, comprando Key Bank los derechos del nombre del complejo. El primer partido de temporada regular que jugaron los Sonics en el KeyArena fue el 4 de noviembre de 1995 ante Los Angeles Lakers.
Durante varias temporadas entre 1980 y 1985, los Sonics usaron el Kingdome para jugar sus partidos de local, además del Coliseum. Esto principalmente ocurría en playoffs y otros encuentros en los que se preveía un éxito taquillero, ya que en el viejo Coliseum solo cabían 14 000 espectadores. El Seattle Center Coliseum también ha sido un pabellón de controversia; el 5 de enero de 1986 se tuvo que cancelar el partido ante Phoenix Suns debido a una azotea agujereada por la lluvia, y en 1972 Spencer Haywood se lesionó tras resbalar con un charco que había en la pista a causa del mismo problema. El jugador posteriormente demandaría a la ciudad de Seattle y fue indemnizado con 5000 dólares.
Además de albergar los partidos de los Sonics, el KeyArena lo hizo también con los de Seattle Storm de la WNBA y Seattle Thunderbirds, un equipo júnior de hockey sobre hielo que juega en la Western Hockey League. Los Thunderbirds albergaron en este pabellón la Memorial Cup en 1992. También suele ser usado para circos, shows de hielo o conciertos.
Antes de su reconstrucción, la capacidad del KeyArena para partidos de baloncesto era de 17 072 espectadores, mientras que para el hockey sobre hielo era de 15 177, para conciertos de 16 641 y, finalmente, para boxeo de 17 459.

## Galería

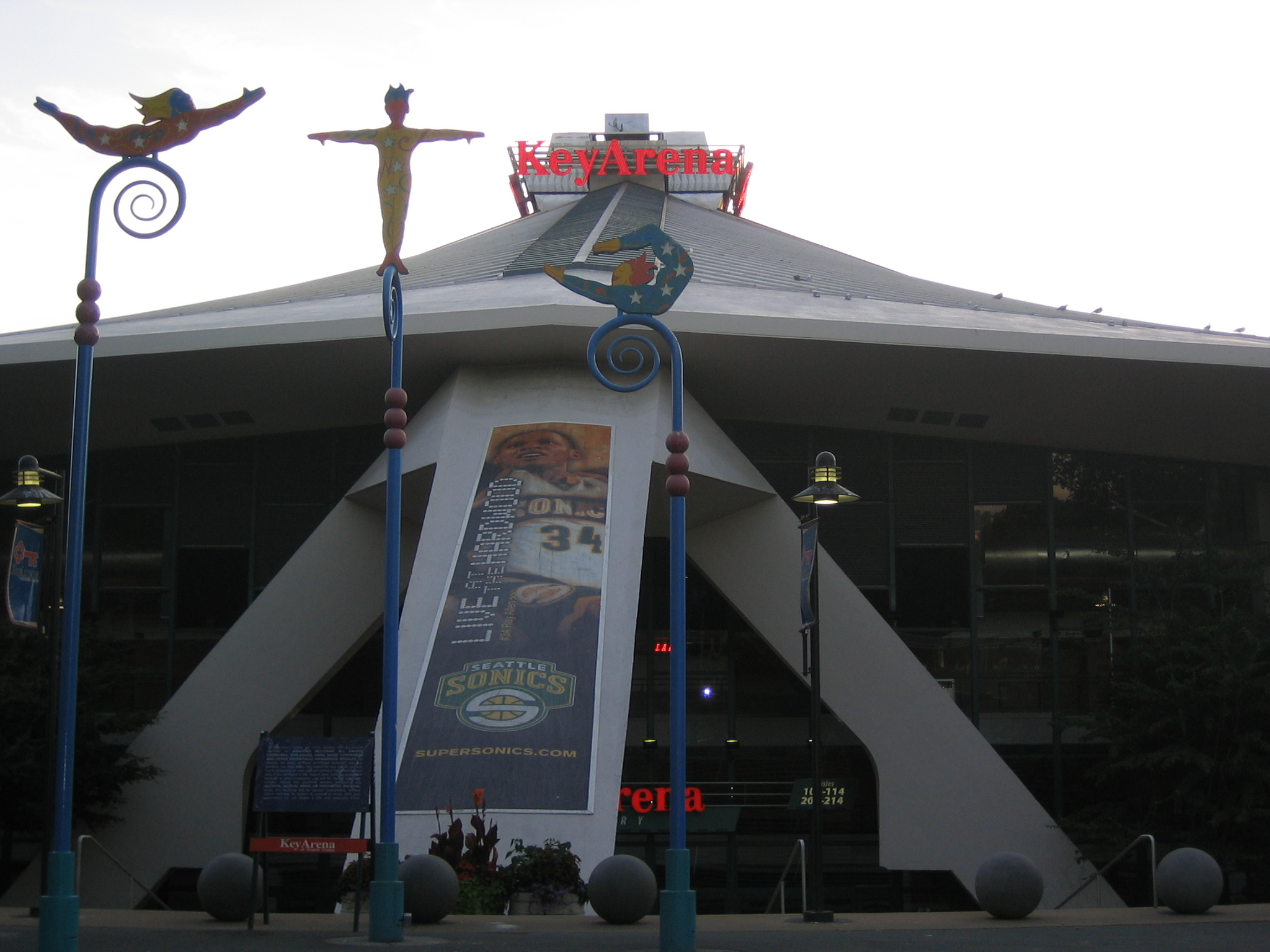
Entrada al KeyArena
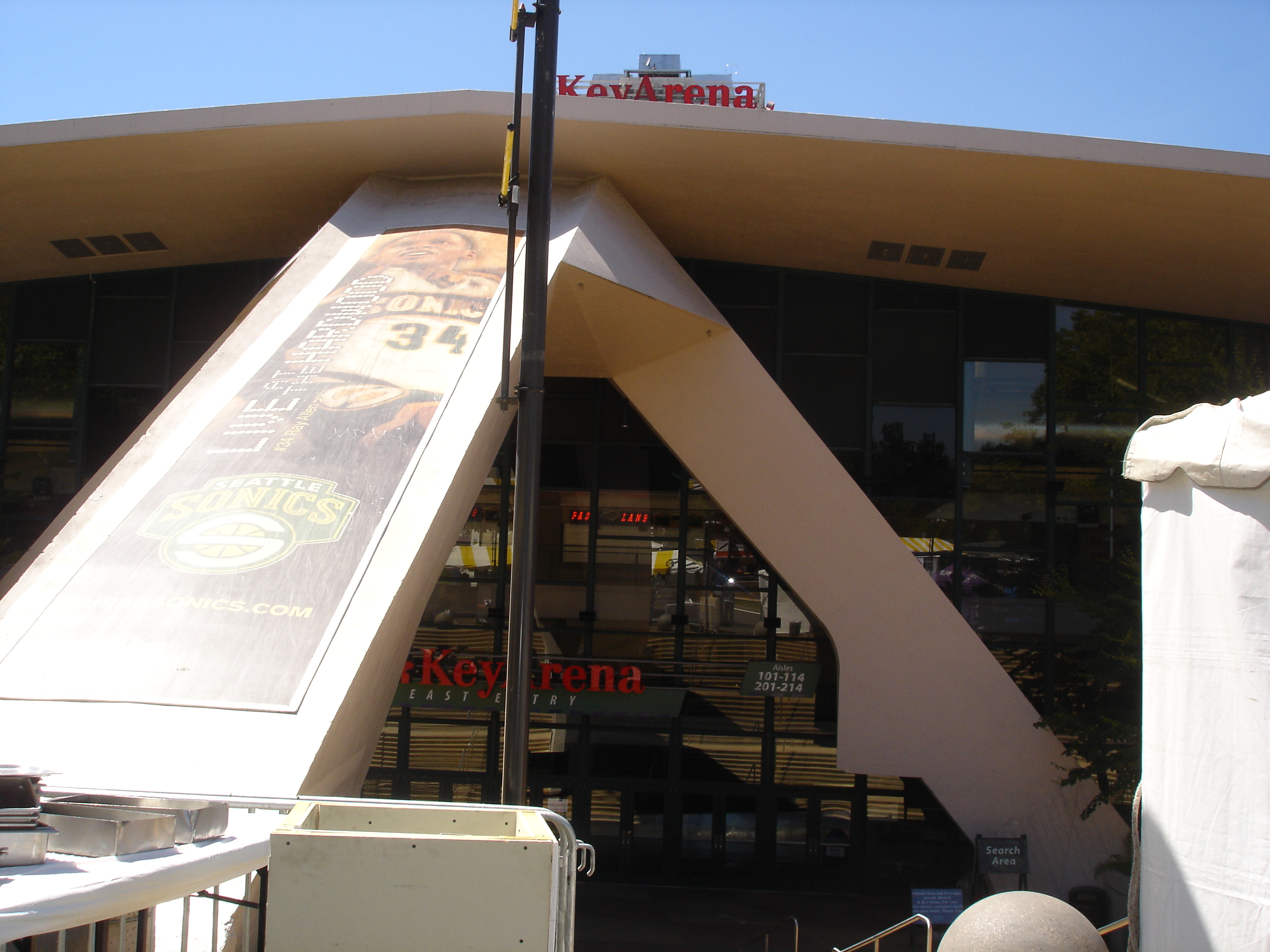
Vista cercana de la entrada al pabellón
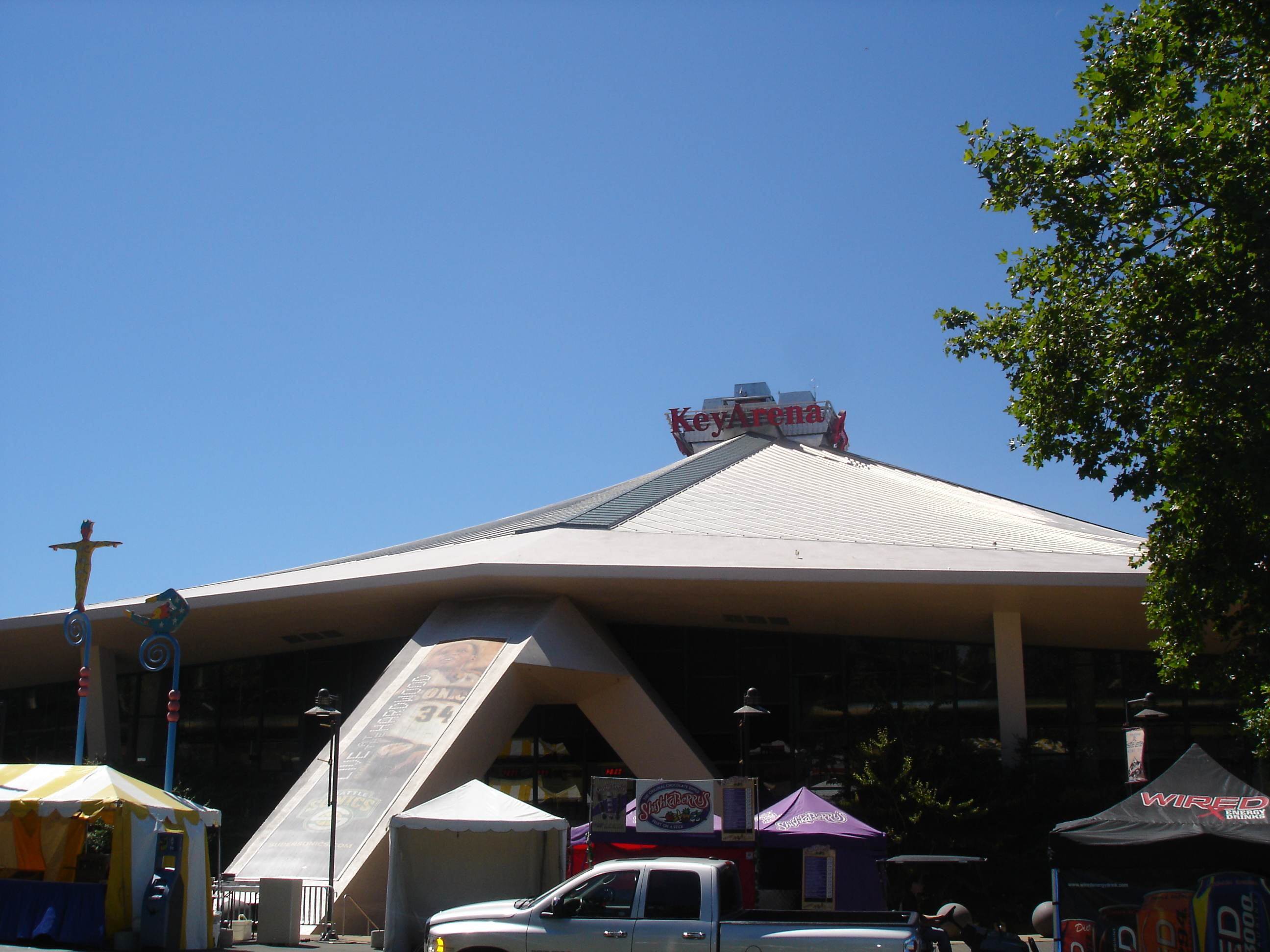
Vista lejana de la entrada al pabellón
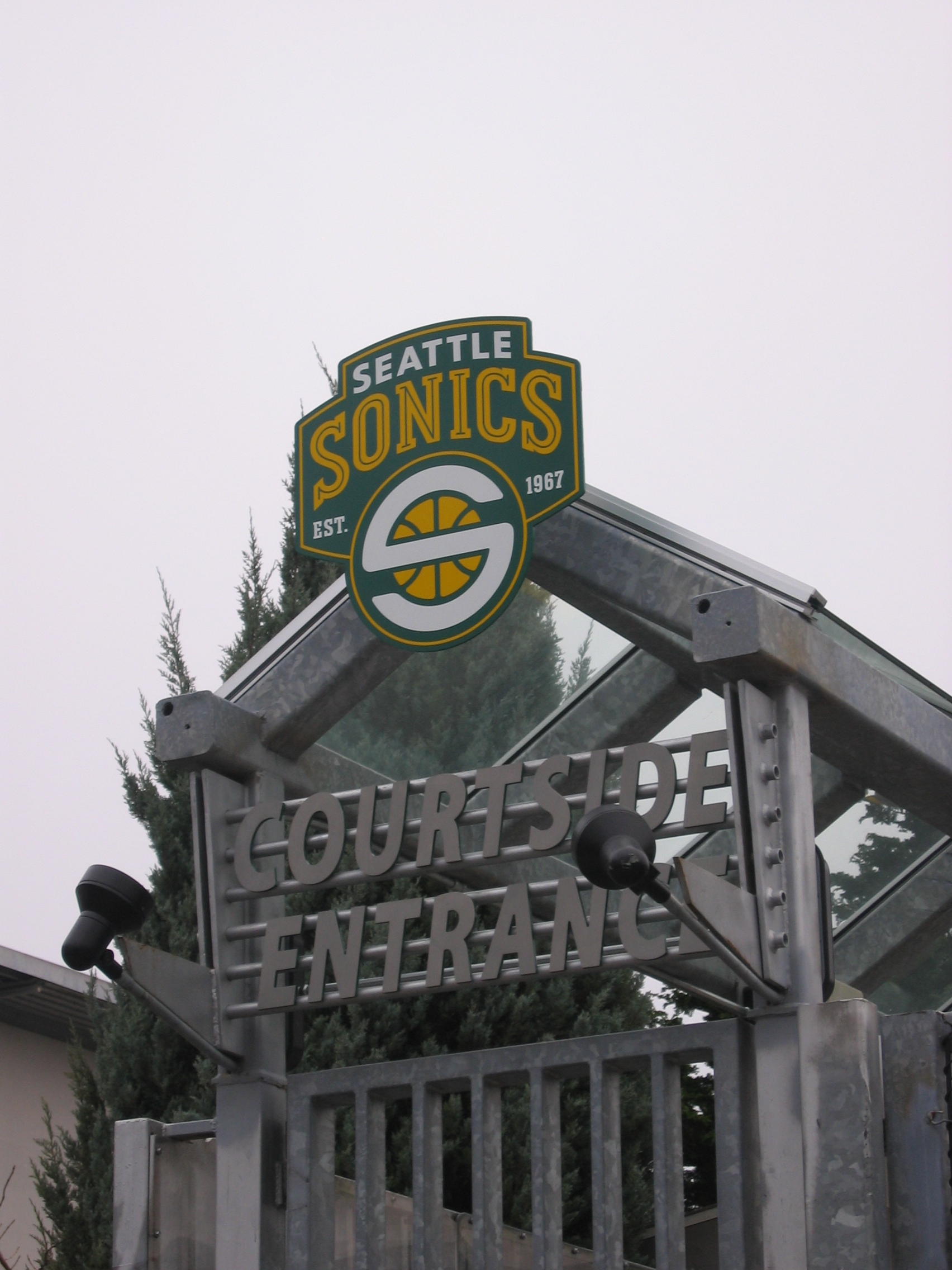
Entrada al KeyArena